# Benedetto Fortini

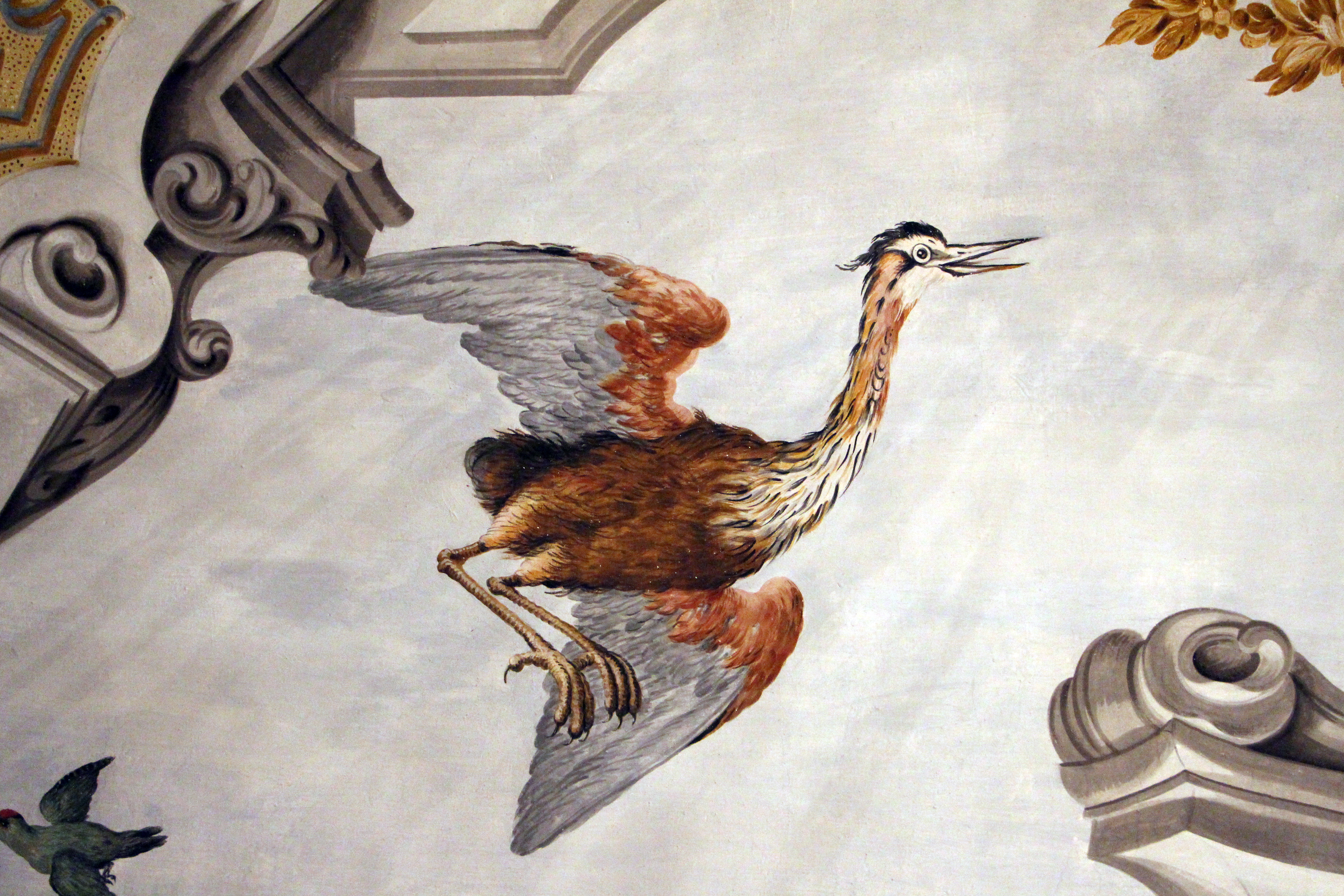
Una cicogna, sala delle Colonne, villa La Quiete

Benedetto Fortini (Settignano, 2 luglio 1676 – Firenze, 31 ottobre 1732) è stato un pittore italiano.

## Biografia

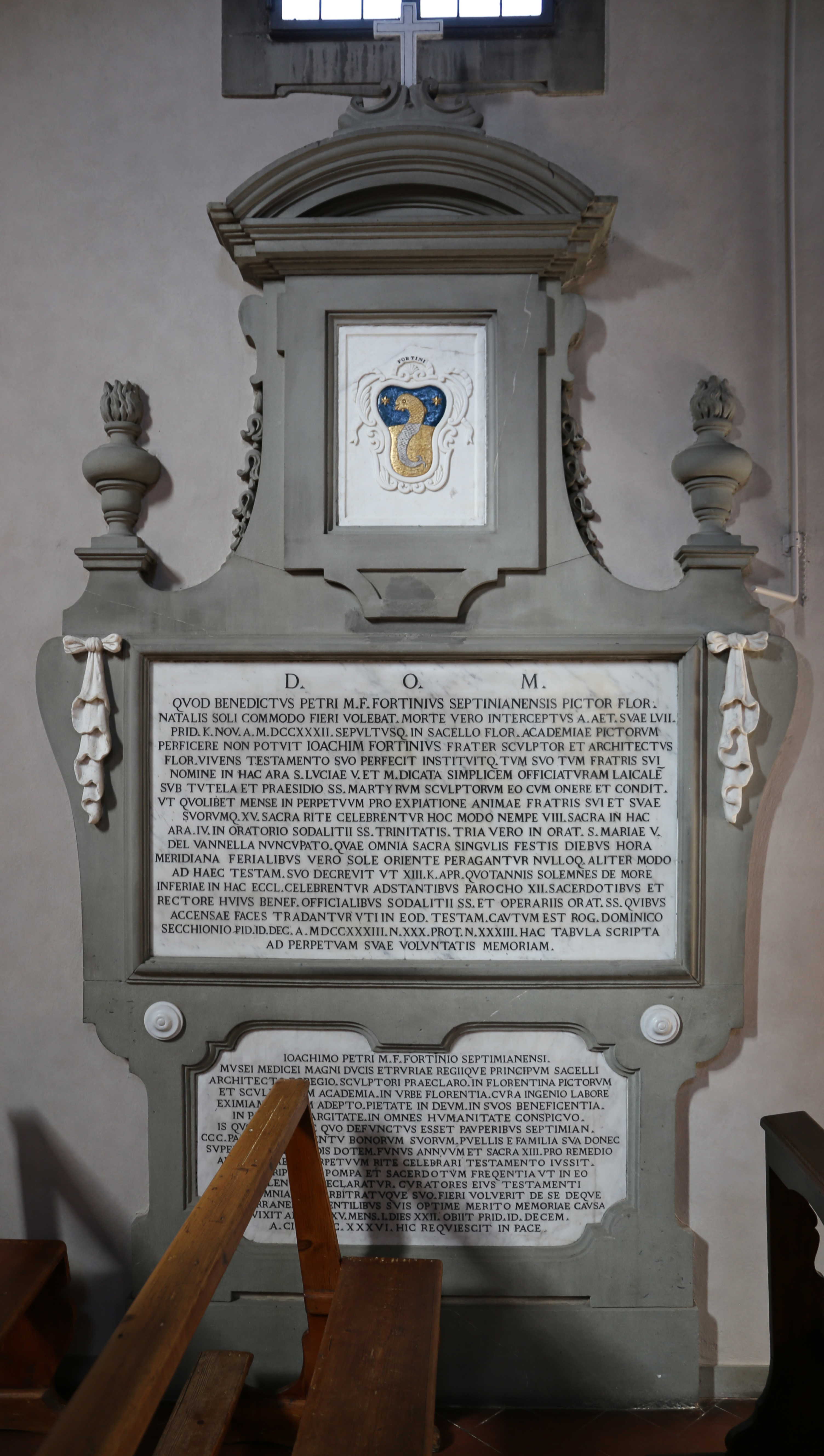
Monumento funebre a Gioacchino e Benedetto Fortini, nella chiesa di Settignano

Terzogenito dello scalpellino settignanese Pier Maria Fortini e di Margherita Tortoli, fu fratello minore dello scultore Giovacchino. 
Si formò alla pittura sotto la guida di Bartolomeo Bimbi, suo conterraneo, poi di Jacopo Chiavistelli e di Rinaldo Botti. Da questi ultimi in particolare fu indirizzato verso la pittura di quadrature prospettiche, attività nella quale riscosse un notevole successo, dopo l'immatricolazione all'Accademia delle arti del disegno del 1706 (di cui fece parte fino alla morte, versando regolarmente le tasse). Tuttavia dal suo primo maestro Bimbi acquisì e mantenne negli anni il gusto per l'osservazione di piante e animali, che gli permisero di caratterizzare le sue vedute, sempre ben congegnate con estro e perizia, con inserti floreali e di animali, soprattutto uccelli.
Proprio grazie alla sua conoscenza faunistica i marchesi Gerini gli commissionarono una raccolta di acquerelli destinata a compilare un catalogo degli animali, oggi solo in parte rintracciabile. 
Lavorò per importanti famiglie fiorentine (Buondelmonti, Feroni, Ximenes d’Aragona...). Tra tutte spiccarono i Medici e in particolare Anna Maria Luisa, che gli commissionò la decorazione del suo appartamento estivo a villa la Quiete.